# Garden & Gun
Pour les articles homonymes, voir Garden et Gun.

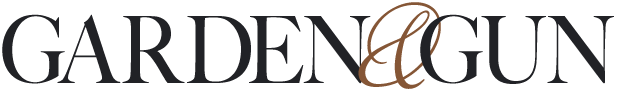
Logo du magazine

Garden & Gun est un magazine axé sur le Sud des États-Unis. Le magazine traite de la culture, de la nourriture, de la musique, de l'art, de la littérature du Sud, de ses habitants et de leurs idées. Il a été créé en 2007, édité par l'Evening Post Publishing Company. Depuis 2008, il appartient à Allée Group LLC.

## Présentation
Le magazine a été conçu par Pierre Manigault et John Wilson en 2004 et lancé avec Rebecca Wesson Darwin comme éditrice en 2007 par l'Evening Post Publishing Company. Le magazine a remporté trois prix ADDY et huit prix de l'Association du magazine du sud-est GAMMA au cours de sa première année, tout en étant nommé le deuxième lancement de magazine le plus populaire du pays en 2007 par le magazine MIN . Depuis lors, le magazine a remporté de nombreux prix nationaux, dont les National Magazine Awards en 2011, 2014 et 2015, et le prix de la marque de l'année de la Society of Publication Designers en 2018.
Après que Evening Post Publishing ait décidé fin 2008 d'interrompre son financement du magazine, celui-ci a été racheté par Darwin et le président du conseil d'Evening Post, Pierre Manigault. Rebecca Wesson Darwin est cofondatrice et PDG de l'Allée Group LLC, formé avec les partenaires Pierre Manigault et J. Edward Bell III qui possède Garden & Gun.
Garden & Gun est basé à Charleston, en Caroline du Sud. Le nom Garden & Gun est présenté comme une "référence à une discothèque populaire de Charleston des années 1970. 
Garden & Gun a créé les Made in the South Awards en 2010 pour célébrer et encourager l'artisanat du Sud et pour récompenser les meilleurs produits fabriqués dans le Sud.